# Lettische Schützen

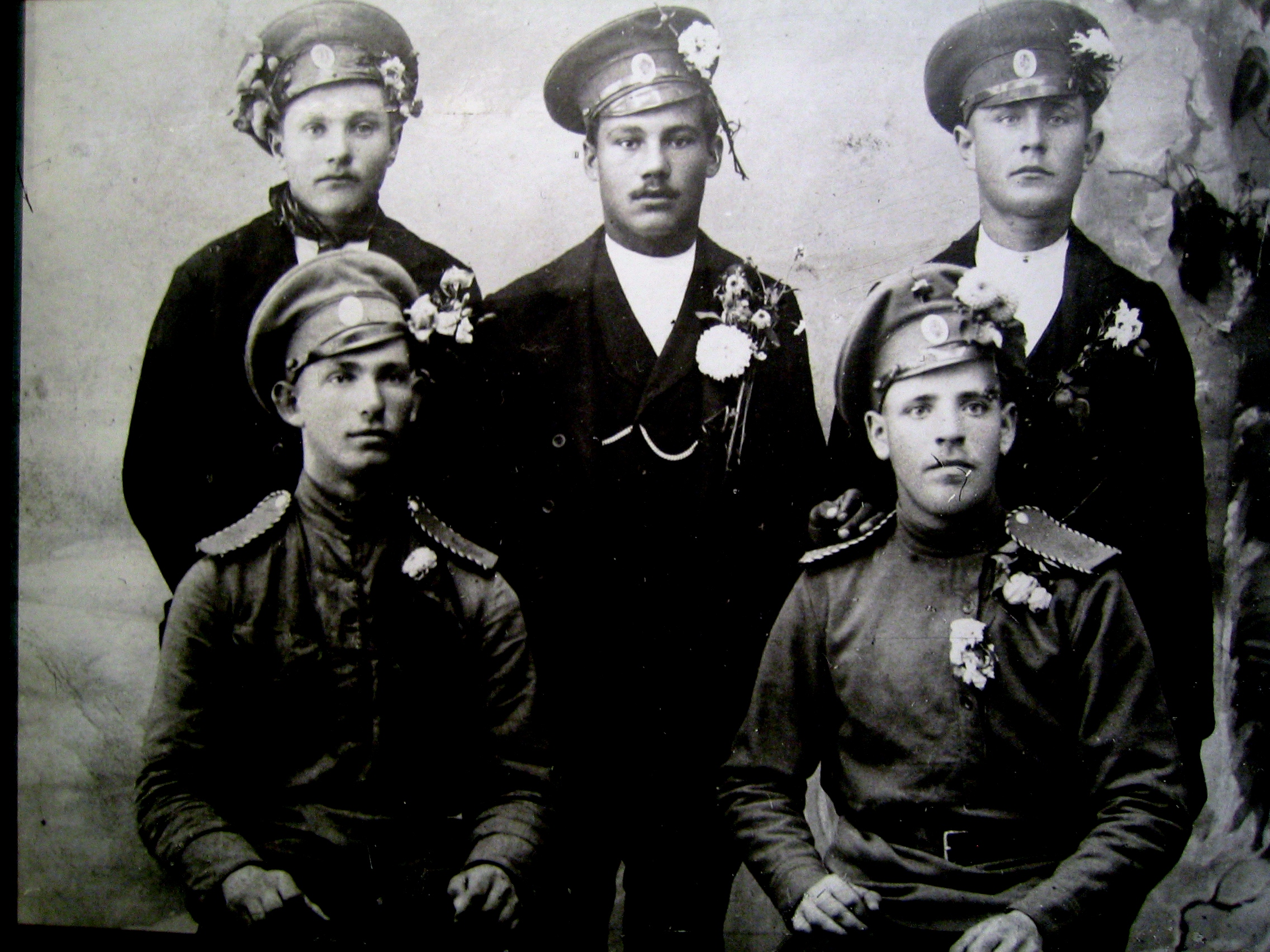
Lettische Schützen (Freiwillige vom Bataillon „Kurzeme“, August 1915)

Die Lettischen Schützen (lettisch Latviešu strēlnieki; russisch Латышские стрелки, Latischskije strelki) waren Militäreinheiten mit lettischer Kommandosprache. Sie waren ursprünglich eine Formation der kaiserlich russischen Armee, die im Ersten Weltkrieg an der Front im Baltikum eingesetzt wurde. Nach der Februarrevolution waren Einheiten der sogenannten Roten Lettischen Schützen (lettisch Latviešu sarkanie strēlnieki, russisch Красные латышские стрелки, Krasnyje latyschskije strelki) mit den Bolschewiki verbündet und spielten eine wichtige Rolle während und nach der Oktoberrevolution. Ein Offizier der Roten Lettischen Schützen, Jukums Vācietis, wurde zum ersten Oberbefehlshaber der Roten Armee ernannt.

## Geschichte
Ursprünglich wurden drei Bataillone aus Freiwilligen gebildet. Ab 1916 wurden auch Wehrpflichtige eingezogen. Die Bataillone wurden nun in Regimenter umgewandelt und zusätzliche Regimenter aufgestellt. Etwa 40.000 Letten wurden in die Division der lettischen Schützen eingezogen. Von 1915 bis 1917 kämpften die lettischen Schützen im Stellungskrieg gegen deutsche Truppen entlang der Düna. Im Januar 1917 erlitten sie schwere Verluste in den Schlachten an der Aa (lett. ziemassvētku kaujas), die mit einem Überraschungsangriff auf deutsche Stellungen zum russischen Weihnachtsfest begonnen hatten. Den lettischen Schützen war es zwar gelungen, die deutsche Verteidigungslinie zu durchbrechen, jedoch war der Angriff letztlich erfolglos, da er nicht fortgesetzt wurde. Die russische Armee verlor dabei über 26.000 Soldaten, 9.000 davon waren lettische Schützen, ein gutes Drittel der Gesamtzahl des Verbandes. Die schweren Verluste bewirkten bei den Truppen eine schwere Verstimmung gegenüber den Generälen und dem Zaren und wachsende Unterstützung für die Bolschewiki, die ein Ende des Krieges befürworteten.

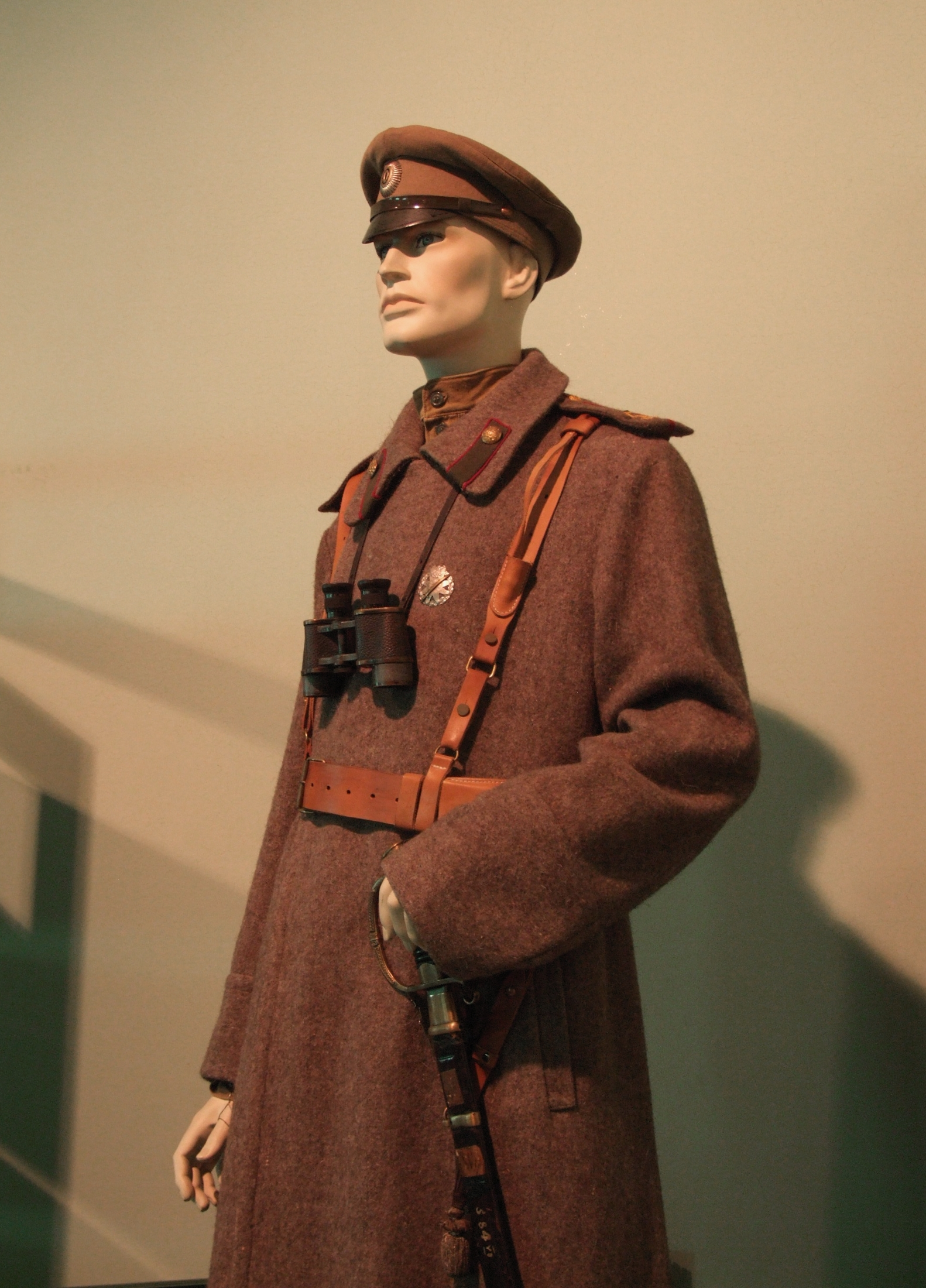
Uniform der lettischen Schützen (1916)

### Struktur
- 1. Lettische Schützen-Brigade (1-я Латышская стрелковая бригада):
  - 1. Lettisches Schützen-Regiment „Daugavgrīva“ (1-й Латышский стрелковый Усть-Двинский полк)
  - 2. Lettisches Schützen-Regiment „Riga“ (2-й Латышский стрелковый Рижский полк)
  - 3. Lettisches Schützen-Regiment „Kurzeme“ (3-й Латышский стрелковый Курземский полк)
  - 4. Lettisches Schützen-Regiment „Vidzeme“ (4-й Латышский стрелковый Видземский полк)

- 2. Lettische Schützen-Brigade (2-я Латышская стрелковая бригада):
  - 5. Lettisches Schützen-Regiment „Zemgale“ (5-й Латышский стрелковый Земгальский полк)
  - 6. Lettisches Schützen-Regiment „Tukums“ (6-й Латышский стрелковый Тукумский полк)
  - 7. Lettisches Schützen-Regiment „Bauska“ (7-й Латышский стрелковый Баускский полк)
  - 8. Lettisches Schützen-Regiment „Valmiera“ (8-й Латышский стрелковый Валмиерский полк)

### Rote Lettische Schützen

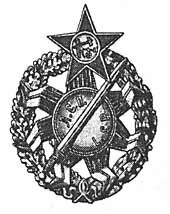
Abzeichen der Roten Lettischen Schützen

Nach der Februarrevolution, die das Ende des Zarenreichs herbeigeführt hatte, verbündeten sich im Mai 1917 rund 35.000 lettische Schützen mit den Bolschewiki; sie wurden als Rote Lettische Schützen (lettisch Latviešu sarkanie strēlnieki, russisch Красные латышские стрелки, Krasnyje latyschskije strelki) bekannt. 1918 nahmen sie an der Unterdrückung von antikommunistischen Aufständen in Moskau und Jaroslawl teil und kämpften gegen Denikin, Judenitsch und Wrangel. Sie waren Lenins Prätorianergarde, die in kritischen Momenten seine Herrschaft retteten. 1919 wurde der sowjetlettischen Division die höchste russische Anerkennung jener Zeit verliehen, die rote Ehrenflagge des Gesamtrussischen Zentralkomitees. Jukums Vācietis, ein Offizier der Roten Lettischen Schützen, war der erste Oberbefehlshaber der Roten Armee.
Nach der Unabhängigkeitserklärung des Lettischen Volksrates im November 1918 entstand die souveräne Republik Lettland. Die Roten Lettischen Schützen beteiligten sich 1919 an dem Versuch, eine sowjetrussische Herrschaft in Lettland bzw. eine Lettische Sowjetrepublik zu errichten. Sie wurden von der deutschbaltischen Landeswehr und deutschen Freikorps (Eiserne Division) im westlichen Lettland und danach von polnischen Truppen und der neuen lettischen Armee im östlichen Lettland geschlagen.
Nach dem Abschluss des Friedensvertrages von Riga zwischen der Republik Lettland und dem bolschewistischen Russland im Jahre 1920 kehrten 11.935 ehemalige Rote Lettische Schützen nach Lettland zurück. Andere blieben in Sowjetrussland und bekleideten Positionen in der Roten Armee, der bolschewistischen Partei und dem Geheimdienst Tscheka. Viele von ihnen wurden während der stalinschen Säuberungen entsprechend des NKWD-Rundschreibens Nr. 49990 vom 30. November 1937 im Zuge der „Lettischen Operation“ verhaftet und hingerichtet. Neben anderen Gruppen sahen sich die ethnisch lettischen Kommunisten besonderer Verfolgung ausgesetzt, 22.360 Personen wurden verurteilt und gegen 16.573 von ihnen wurde die Todesstrafe verhängt.
Die Bedeutung der Roten Lettischen Schützen ist immer noch ein umstrittenes Thema in Lettland. Es gibt Uneinigkeit darüber, ob das Denkmal der lettischen Schützen vor dem Lettischen Okkupationsmuseum in Riga stehenbleiben oder entfernt werden soll. Einige sehen die Roten Lettischen Schützen als Kommunisten und wünschen die Entfernung des Denkmals, andere sehen sie im Dienst der lettischen Sache und wünschen seinen Verbleib.

### Weiße lettische Schützen
Im Jahr 1917 stellte sich eine kleinere Anzahl lettischer Schützen, hauptsächlich Offiziere, gegen die Bolschewiki. Offiziere wie Kārlis Goppers und Frīdrihs Briedis versuchten zu verhindern, dass sich bolschewistische Ideen unter den lettischen Soldaten verbreiteten. Die blutigen Weihnachts- und Januarschlachten erschwerten ihren Kampf gegen die bolschewistische Ideologie. Gegner des Bolschewismus schieden entweder aus dem Militärdienst aus, mussten ihn aufgeben oder schlossen sich den weißen Streitkräften an. Während der letzten Phase des Bürgerkriegs wurden zwei größere lettische Einheiten im Ural und im Fernen Osten Russlands aufgestellt  – Troizker Bataillon (Troickas bataljons) und Imanta-Regiment (Imantas pulks), beide nahmen jedoch nicht an bedeutenden Militäraktionen teil. Sie kehrten Anfang 1920 über den Seeweg nach Lettland zurück, das zu diesem Zeitpunkt bereits eine unabhängige Nation war.

### Bekannte Mitglieder
- Rūdolfs Bangerskis
- Jānis Bērziņš
- Reinholds Bērziņš
- Jānis Fabriciuss
- Arvīds Pelše
- Voldemārs Roze
- Jukums Vācietis
- Pēteris Slavens